# 순천 청산가리 막걸리 사건
순천 청산가리 막걸리 사건은 전라남도 순천시 황전면 용림마을에서 뿔뽑기 희망근로사업을 하던 50대 후반에서 70대 초반 사이 여성 4명이 청산가리를 탄 막걸리를 나눠먹고 70대 할머니 2명은 살아남고 50대 후반 최모씨, 60대 후반 정모씨가 사망한 사건이다. 경찰은 최모씨의 남편과 딸을 범인으로 지목해 검찰에서 기소했다. 1심에서는 무죄, 2심과 3심에서는 유죄가 인정되어 복역했지만 많은 사람들이 누명일 가능성이 있다고 문제를 제기했다. 결국 재심 개시가 결정되었다.

## 같이 보기
- 보령 청산가리 살인사건
- 청산가리 소주 살인 사건:서울 방이동에서 내연남의 아내를 살해한 사건
- 제천 청산가리 가족 살인사건